# معدن مس میدوک
معدن مس میدوک در ۴۲ کیلومتری شمال شرقی شهر بابک از توابع استان کرمان و در فاصله ۱۳۲ کیلومتری شمال غرب معدن مس سرچشمه قرار گرفته است. نام قدیمی این معدن مس لاچاه بوده است که به سبب نزدیکی به روستای میدوک به این نام تغییر یافته است. میزان ذخیره زمین‌شناسی کانسار مس میدوک ۱۷۰ میلیون تن با عیار ۸۳ صدم درصد محاسبه گردیده که از این مقدار به میزان ۱۴۴ میلیون تن آن با عیار ۸۵ صدم درصد قابل استخراج است. عیار حد معدن ۲۵ صدم درصد در نظر گرفته شده و نسبت باطله به ماده معدنی ۴/۲ به یک می‌باشد. شیب نهایی معدن ۳۸ درجه، ارتفاع پله‌ها ۱۵ متر و شیب پله‌ها ۶۴ درجه می‌باشد.